# 齊納 (伊斯蘭教)
齊納（阿拉伯语：زِنَاء）是伊斯蘭教法所指穆斯林在婚姻關係之外的非法性關係，包括外遇及婚前性行為，例如通奸（雙方同意的婚外性關係）、私通（未婚人士在雙方同意的情況下性交）及同性性行為（同性在雙方同意的情況下建立性關係）。
在遜尼派的四個法學派別及什葉派的兩個法學派別裡，齊納是伊斯蘭教法禁止的性交罪行，被歸類為侯杜德（真主有固定懲罰的指定罪行）。要就齊納而定罪，伊斯蘭教法院的卡迪（宗教法官）要倚靠婦女未婚懷孕、供認及四位目擊實際插入行為的證人。在伊斯蘭教的歷史裡以齊納的罪名作出起訴的個案裡，倚靠後兩者的個案較罕見，最多的是未婚懷孕婦女。一些法學派別的法律規定，如果被起訴的懷孕婦女否認性行為是出於自願，她需要有四名證人在庭上作證，證明她是被強姦。這種規定導致許多個案裡的強姦受害者被指觸犯齊納而受到懲罰，但是也有地區例外，例如馬來西亞伊斯蘭黨的伊斯蘭固定刑事法草案中，就提出因被強姦而懷孕的婦女不會在刑事法下被提控。另外，在沒有證人的情況下指控他人干犯齊納會被視為誹謗，也是屬於侯杜德的罪行。

## 經文
伊斯蘭教把齊納視為侯杜德，在古蘭經及聖訓裡有所論述。古蘭經指出沒有合法婚姻關係的性行為就是齊納，對男女有同等的懲罰。

### 古蘭經
古蘭經在多個部分都有提及齊納，先是有經文呼籲穆斯林不要發生非法性關係：
你們不要接近私通，因為私通確是下流的事，這行徑真惡劣！
 — 《古蘭經》17:32
與齊納、私通、丈夫誣告妻子通姦或社群誣告貞潔女子相關的大部分規條都可以在光明章找得到。這個篇章在開首就十分細緻地立下齊納的罰則：
淫婦和奸夫，你們應當各打一百鞭。你們不要為憐憫他倆而減免真主的刑罰，如果你們確信真主和末日。叫一伙信士，監視他倆的受刑。
 — 《古蘭經》 24：2
凡告發貞節的婦女，而不能舉出四個男子為見證者，你們應當把每個人打八十鞭，並且永遠不可接受他們的見證。這等人是罪人。以後悔過自新者除外，因為真主確是至赦的，確是至慈的。
 — 《古蘭經》 24：4－5

### 聖訓
在伊斯蘭教中，聖訓是繼古蘭經之後最受推崇的經典，當中有提到齊納的刑罰是公開的笞刑及石刑，特別是在《既定刑罰之書》。
歐巴德傳述：穆聖說：「你們應當聆聽我的教誨，安拉確已對她們作出了規定：已婚雙方，各打百鞭，施以石刑；未婚雙方，各打百鞭，流放一年。」
 — 《穆斯林聖訓實錄》 17:4191
伊本·阿巴斯傳述：歐麥爾曾演講說：「安拉派遣穆罕默德昭示真理，並且降示他經典，其中降示了石擊死刑的經文，我們都曾誦讀它、領會它。穆聖曾經執行石擊死刑，他歸真後我們又執行石擊死刑。我擔心隨着光陰的流逝，將來有人會說：『我們在安拉的經典中沒有發現石擊死刑！』結果他們陷入迷途，擯棄安拉降示的主命。真的，凡私通者，不論男女，只要已婚，且證據確鑿，或出現身孕，或供認不諱，則務必處以石擊死刑。誓以安拉！若非人們說：『歐麥爾對安拉的經典擅自增加，我一定書寫上它。』」
 — 《穆斯林聖訓實錄》 17:4194
努艾姆傳述：瑪義茲過去是我父親收養的一名孤兒，後來與部族的一女人私通了。我父親對他說：「你去见穆聖，告訴他你的過失，或許他會為你求饒。」父親的意思是希望他能得到出路。瑪義茲便來見穆聖，說：「安拉的使者啊！我私通了，请你对我执行安拉的戒律。」穆聖轉身未理。瑪義茲一連重複了四遍，穆聖說：「你已經說了四遍。那麼，跟誰私通？」瑪義兹回答：「跟某某女人。」穆聖問：「你跟她共枕了嗎？」瑪義兹回答：「共枕了」。問：「你跟她粘身了嗎？」回答：「粘身了。」問：「你跟她交接了嗎？」回答：「交接了。」穆聖隨下令處以極刑，並將其帶到哈爾。當石塊紛紛砸向他時，他嘗到石擊滋味，分開人群飛快奔逃，當時人們追趕不上，結果碰到阿布杜拉·本·伍奈斯，用駱駝脛骨砸了過去，將之擊斃。他們返回禀告穆聖，穆聖說：「你們為啥不放他一條生路，或許他悔罪，安拉將會饒恕。」
 — 《艾布達吾德聖訓集》 38:4364
聖行的另一個可信來源《布哈里聖訓實錄》亦有多個通姦可處以石刑的紀錄，例如：
聖妻阿伊莎傳述：歐特白·本·艾布·瓦戛斯（在臨終前）委託其兄弟賽爾德·本·瓦戛斯說：「宰姆阿的女奴所生的兒子是我的，你把他領回來照看他吧。」在麥加解放的那一年，賽爾德就去領那個孩子，他說：「這是我的侄子，我的兄弟曾委託過我。」宰姆阿的兒子阿卜杜站起來說：「這是我的兄弟，系我父親的女奴生在我父親的床上。」他們倆就為此來見使者。賽爾德說：「安拉的使者啊！這是我的侄子，我的兄弟曾委託過我。」阿卜杜說：「這是我的兄弟，系我父親的婢女生在他的床上。」聖人聽後說：「阿卜杜啊！孩子歸你，因為孩子歸於（生他的）床主，石刑歸於通姦者。」後來，聖人對自己的妻子，即宰姆阿的女兒薩烏黛說道：「你應避之，因他見那個孩子長得太象歐特白了。」此後，那個孩子從未見過薩烏黛，直至他歸主。
 — 《布哈里聖訓實錄》 9：89：293
其他描述齊納的聖訓包括對一對非法性交的猶太男女處以石刑（拉季姆）。另外，阿布·胡萊拉記載對於年輕男子與已婚婦女性交的個案，穆罕默德對女子判處石刑，男子處以鞭刑，並流放一年。歐麥爾宣稱雖然古蘭經沒有記載，但確實有啟示指出進行非法性交的穆辛（以往曾經有合法性關係的成年穆斯林）要被石刑處死。

### 同性性行為
婦女章、高處章及其他的古蘭經章節都包含禁止同性性行為的經文，例如：
你們的男人，若作醜事，你們應當責備他們倆；如果他們倆悔罪自新，你們就應當原諒他們倆。真主確是至宥的，確是至慈的。
 — 《古蘭經》 4:16
聖訓把同性性行為視為齊納，被定罪者會被處死，例如：
伊本·阿巴斯傳述：穆聖說：「你們發現誰作了魯特民族的行為，你們就當處死主動者和被動者。」
 — 《艾布達吾德聖訓集》 38:4447
以上的聖訓裡所指的魯特民族是穆罕默德用以指稱從事雞姦的人。
伊本·阿巴斯傳述：穆聖說：「未婚男子犯鷄姦行為，當對其施行亂石擊死。」
 — 《艾布達吾德聖訓集》 38:4448

### 強姦
穆斯林學者都認為被迫發生性行為的人不應受到懲罰，有聖訓提道：「我的教徒被免去了失誤、 遺忘和被迫而犯的罪。」法學家伊本·古達邁指出被迫發生非法性行為的婦女是無罪的，他說道：「根據絕大多數的穆斯林學者，不會有刑罰施加在被脅迫的婦女身上。這是歐麥爾、汝哈里、卡塔達、騷里、沙斐儀及其他人的看法，我們看不到有其他的觀點。」
無論受害者是自由身還是奴隸，強姦都屬於齊納，刑罰只會施加在強姦犯身上，分別在於賠償之上 。如果受害者是自由身的婦女，犯人需要向她的家庭賠付聘金；如果受害者是奴隸，犯人須向奴隸的主人賠付奴隸的身價。馬立克派法學對此有所論述：
馬立克向我詳細提及伊本·謝哈布曾經下達判決，勒令強姦犯向受害婦女賠償聘金。葉海亞說他聽到馬立克說道：「在我們的社群裡，男人強姦婦女，不論是處女還是非處女，如果她是自由身，他必須賠付聘金。如果她是奴隸，他必須按她的身價賠償。強姦犯還會受到侯杜德特懲罰，被強姦的婦女不會受到懲罰。如果強姦犯是奴隸，主人就要承擔刑罰，除非他把奴隸交出來。
 — 《穆瓦塔聖訓集》 36 16.14」
對於強姦案的證明，馬利克接納身體所受的傷害作為證據，哈里發烏瑪爾接受一位聽到受害者呼救的證人作出的證供。在穆罕默德時期，他曾經就一宗強姦案接納一位婦女的證供，並對強姦犯下達懲罰。

## 適用範圍
齊納包括婚外性行為（已婚男子與已婚女子，相互之間沒有婚姻關係）及婚前性行為（未婚男子與未婚女子）。在歷史上，穆斯林男子與不屬於他的奴隸之間的性行為也是齊納。
齊納亦包括同性性交、雞姦、獸交及陰道性交以外的異性性交。伊斯蘭教法對未婚穆斯林及已婚穆斯林的懲罰不一。已婚穆斯林及非穆斯林奴隸會被石刑處死，對未婚穆斯林的刑罰是公開的笞刑。彼此沒有婚姻關係的擁抱、接吻、愛撫、手淫及其他的性親密行為亦被視為齊納的一種。
伊斯蘭學者對於齊納的性質存有分歧，同樣存在分歧的是針對夫妻之間進行非法性行為的刑罰，諸如口交、手淫及在伊斯蘭教法禁止的情況下性交，例如齋戒及朝覲期間、妻子正值經期。哈乃斐派及馬立克派認為夫妻之間進行口交等性行為是不潔，所以對此予以反對。

## 起訴程序及處罰
伊斯蘭教規定，需要有證據證明男子或女子從事齊納才可以作出處罰，這些證據包括：
1. 穆斯林的供認。不過，供認者有權撤回，一旦供認被撤回，他或她不會被認為從事齊納而受罰（除非有四名男性穆斯林證人證明他或她確實有齊納的行為）。
2. 婦女未婚懷孕。
3. 四位可信的男性穆斯林證人，全部四人都必須在同時目擊插入行為。

你們的婦女，若作醜事，你們當在你們的男人中尋求四個人作見證；如果他們已作證，你們就應當把她們拘留在家裡，直到她們死亡，或真主為她們開闢一條出路。
 — 《古蘭經》 4：15
無論是指控男子還是女子從事齊納都需要遵從四位證人的規定，古蘭經的第24章及多條聖訓亦說明了這一點。一些伊斯蘭學者指出四位證人的規定是處理在公眾場合發生的齊納。對於齊納的案件，學者對是否接納女證人有不同的意見（在其他案件裡，伊斯蘭教法視兩位女性證人等同一位男性證人）。
所有指控穆斯林從事齊納而沒有四位男性穆斯林證人在法庭上加以證明的證人及受害者會被控誣告，要公開接受八十下鞭刑作為懲罰。
根據供認及四位證人的證供起訴齊納的案例較少，大多數都是婦女未婚懷孕及被強姦的受害者遭到起訴，而不是對強姦犯展開調查。
一些法學派別有疑點法則（被告辯稱犯罪是出於思緒混淆不清，從而免除侯杜德的刑罰），這項法則指出假如男性穆斯林聲稱他與他認為有婚姻關係的女性或屬於他的奴隸發生性行為，他就不會遭到齊納的指控。

### 遜尼派
遜尼派的所有教法學派別都一致認為觸犯齊納的已婚穆斯林須面臨致命的石刑，對未婚穆斯林的刑罰是公開的一百下鞭刑。
未婚婦女懷孕被視為是齊納的證據。罕百里派及馬立克派認為懷孕是有力的鐵證。其他的法學派別援引早期的伊斯蘭學者指「子宮內的胎兒可以休眠和停止發育長達五年」，因此曾經結婚的婦女在離婚的多年之後產下嬰兒不一定是觸犯齊納，他們認為從未結婚的婦女懷孕才是齊納的證據。不過，現代伊斯蘭學者的看法因地而異，例如馬來西亞不跟從馬立克派，而是採納沙斐儀派的法學，他們的1997年伊斯蘭刑事法（聯邦轄區）當中的第23條第2款至第4款提到：

第23條（2）－任何婦女與除了合法丈夫以外的男子性交是犯罪行為，罪成者面臨不超過5,000令吉的罰款，或不多於三年的有期徒刑，或六下鞭刑，或以上刑罰的組合。
第23條（3）－在未婚婦女自願的情況下性交並懷孕的事實是第二款所述罪行的表面證據。
第23條（4）－就第三款而言，任何婦女在結婚的六個月內誕下發育健全的嬰兒應被視為未婚懷孕。
 — 馬來西亞伊斯蘭法
對於雞姦的刑罰，罕百里派及沙斐儀派視為等同通姦及私通，未婚者處以一百下鞭刑，已婚者判處石刑。馬立克派認為雞姦是一項獨立的罪行，不論是否在婚內一律判處石刑。沙斐儀派則指出古蘭經並沒有介定雞姦的刑罰，因此應由法官量刑。對同性性行為定罪亦需要有四位證人作供。

### 什葉派
什葉派亦要求有四位證人證明齊納的罪行，但什葉派接納婦女作證，最低的要求是至少有一位男子及六位女子作證。所有證人都必須目擊到犯罪的關鍵時刻。如果證人的證供不符合要求，他們或會被控誣告而判處八十下鞭刑。與遜尼派一樣，對犯罪供認不諱的人要作出四次的供認。單身女子懷孕也是齊納的充足罪證。

## 人權爭議

上圖顯示的穆斯林國家有齊納的法律打擊婚前及婚外性行為。

奉行伊斯蘭教法的國家所執行與齊納及強姦相關的法律是全球的一個人權議題。
在阿富汗，許多被囚禁的婦女都是強姦及家庭暴力的受害者，這些法律被批評為造成「數百宗強姦及輪姦案件的被害婦女被指控為齊納」，她們因而被判監，而且被認為是真主授意的刑罰。
在巴基斯坦，2005年就有超過200,000宗根據侯杜德的法律起訴婦女的齊納案件在司法系統裡得到處理，數以千計的婦女遭到齊納相關的起訴而在囚候審。由於擔心遭到起訴，許多受害者都不願意舉報強姦案。
伊朗就齊納的案件作出過大量的起訴，並在2001年至2010年間對被告實施公開石刑。
齊納法律是伊斯蘭教改革及世俗化的討論議題之一。在20世紀初，大部分以穆斯林為主的地區受到殖民時代的影響，許多刑法及刑事司法制度不再奉行伊斯蘭教法。不過，在20世紀的後半段，殖民地紛紛宣佈獨立，巴基斯坦、摩洛哥、伊朗等國家的政府採納伊斯蘭教經典的傳統解讀，再度奉行伊斯蘭教法，重新實施齊納及侯杜德的法律。
當代的人權份子認為這是伊斯蘭教實施性別政策、傳統主義與現代主義鬥爭及在國家法律裡引用宗教文獻實施性別暴力的新階段。
與此相對，伊斯蘭學者及政黨指出「通用的人權標準」是把非穆斯林的文化強加在穆斯林身上，不尊重以伊斯蘭教為中心的文化習慣及性別規範。齊納是反真主的罪行，改革齊納的提議和施壓是「反伊斯蘭教」。在政治競選活動裡，反對改革伊斯蘭教法成為伊斯蘭政黨的賣點。

### 引用
引用在线资料
1. ↑  . 光明日報. 2015-03-18  [2019-12-06]. （原始内容存档于2019-12-06） （中文（繁體））.
2. 1 2  . Center for Muslim-Jewish Engagement.   [29 May 2015]. （原始内容存档于2015-06-16） （英语）.
3. 1 2 3  . USC.   [1 June 2015]. （原始内容存档于2015年5月8日） （英语）.
4. ↑  康有璽. . Islam HK.   [29 May 2015]. （原始内容存档于2020-06-30） （中文（繁體））.
5. ↑  . USC.   [2 June 2015]. （原始内容存档于2015年6月26日） （英语）.
6. ↑  . Questions on Islsm. 2009-12-15  [3 June 2015]. （原始内容存档于2019-12-06） （英语）.
7. ↑  .   [5 June 2015]. （原始内容存档于2015-06-05） （英语）.
8. ↑  . Human Rights Watch. 2013-05-21  [28 Oct 2019]. （原始内容存档于2013-10-19） （英语）.
9. ↑   (PDF). 2005  [8 June 2015]. （原始内容存档 (PDF)于2021-04-01） （英语）.
10. ↑  Baghi, Emadeddin. . International Campaign for Human Rights in Iran. 02-08-2007  [8 June 2015]. （原始内容存档于2014-09-06） （英语）.
11. ↑  Amnesty International. . Amnesty International. 2008-01-15  [8 June 2015]. （原始内容存档于2015-06-08） （英语）.

引用其他出版物
1. ↑  Khan（2011年），第8页
2. ↑  Weiss（2006年），第156页
3. 1 2  Netton（2013年），第21页
4. ↑  Chadbourne（1999年），第179-234页
5. ↑  Tamadonfar（2001年），第205-220页
6. 1 2  Quraishi（1999年），第403-431页
7. ↑  Schacht（1983年），第176-183页
8. ↑  Peters（2006年），第63页
9. ↑  Delong-Bas（2004年），第89-90页
10. ↑  馬堅（1981年），第214页
11. ↑  馬堅（1981年），第265页
12. ↑  馬堅（1981年），第266页
13. 1 2 3 4  Mir-Hosseini（2011年），第7-33页
14. ↑  Wenger & Kashani-Sabet（2014年），第55页
15. ↑  Peters（2006年），第60页
16. ↑  Emon（2012年），第146页
17. 1 2  馬堅（1981年），第58页
18. ↑  Crompton（2009年），第162页
19. ↑  Emerton（2005年），第711页
20. ↑  Abiad（2008年），第136页
21. ↑  Engineer（2008年），第80页
22. ↑  Ali（2006年），第4章
23. ↑  Muhametov & But（2013年），2.3 Oral Sex
24. ↑  Anderson（2007年），第87-88页
25. ↑  Waugh，Abu-Laban & Qureshi（1991年），第53页
26. ↑  Engineer（2008年），第80-86页
27. ↑  Campo（2009年），第13-14页
28. ↑  Sidahmed（2001年），第187-204页
29. ↑  Khan（2011年），第8-9页
30. ↑  Wenger & Kashani-Sabet（2014年），第193、202页
31. ↑  Hurteau（2013年），第143-144页
32. ↑  Wilcox（2013年），第301页
33. ↑  Abiad（2008年），第24页
34. ↑  Peters（2006年），第15页
35. ↑  Adang（2003年），第5-31页
36. ↑  Safi（2003年），第190-234页
37. ↑  Lau（2007年），第1291-1314页
38. ↑  Suleiman（2011年），第49页
39. ↑  Iman（2005年），第78-100页
40. ↑  Rehman（2007年），第108-127页
41. ↑  Safwat（1982年），第149-181页
42. ↑  Weiss（2003年），第581-601页
43. ↑  Kamali（1998年），第203-234页
44. ↑  Quraishi（1996年），第287-320页
45. ↑  Sajoo（1999年），第23-34页
46. ↑  Safi（2003年），第163-189页